# Jorge Jiménez
Jorge Rubén Jiménez (ur. 4 lipca 1970) – argentyński piłkarz, grający na pozycji pomocnika.

## Kariera klubowa
Jorge Jiménez rozpoczął karierę w 1990 roku w klubie CA Independiente. W ciągu tych Banfield krążył między pierwszą a drugą ligą. W latach 1998–2001 występował w Estudiantes La Plata. W 2002 występował w Urugwaju w klubie Villa Española Montevideo. Karierę zakończył w 2003 w Club El Porvenir. W lidze argentyńskiej rozegrał 124 spotkania, w których strzelił 3 bramki.

## Kariera reprezentacyjna
W 1995 roku Jiménez występował w reprezentacji Argentyny. W 1995 roku wystąpił w drugiej edycji Pucharu Konfederacji, na którym Argentyna zajęła drugie miejsce. Na turnieju w Rijadzie wystąpił w meczu finałowym z Danią. Ogółem w 1995 roku wystąpił w barwach albicelestes w 2 meczach.